# Recherswil
Recherswil es una comuna suiza del cantón de Soleura, situada en el distrito de Wasseramt. Limita al norte con las comunas de Kriegstetten y Halten, al este con Heinrichswil-Winistorf, al sur con Willadingen (BE) y Koppigen (BE) y al oeste con Obergerlafingen.

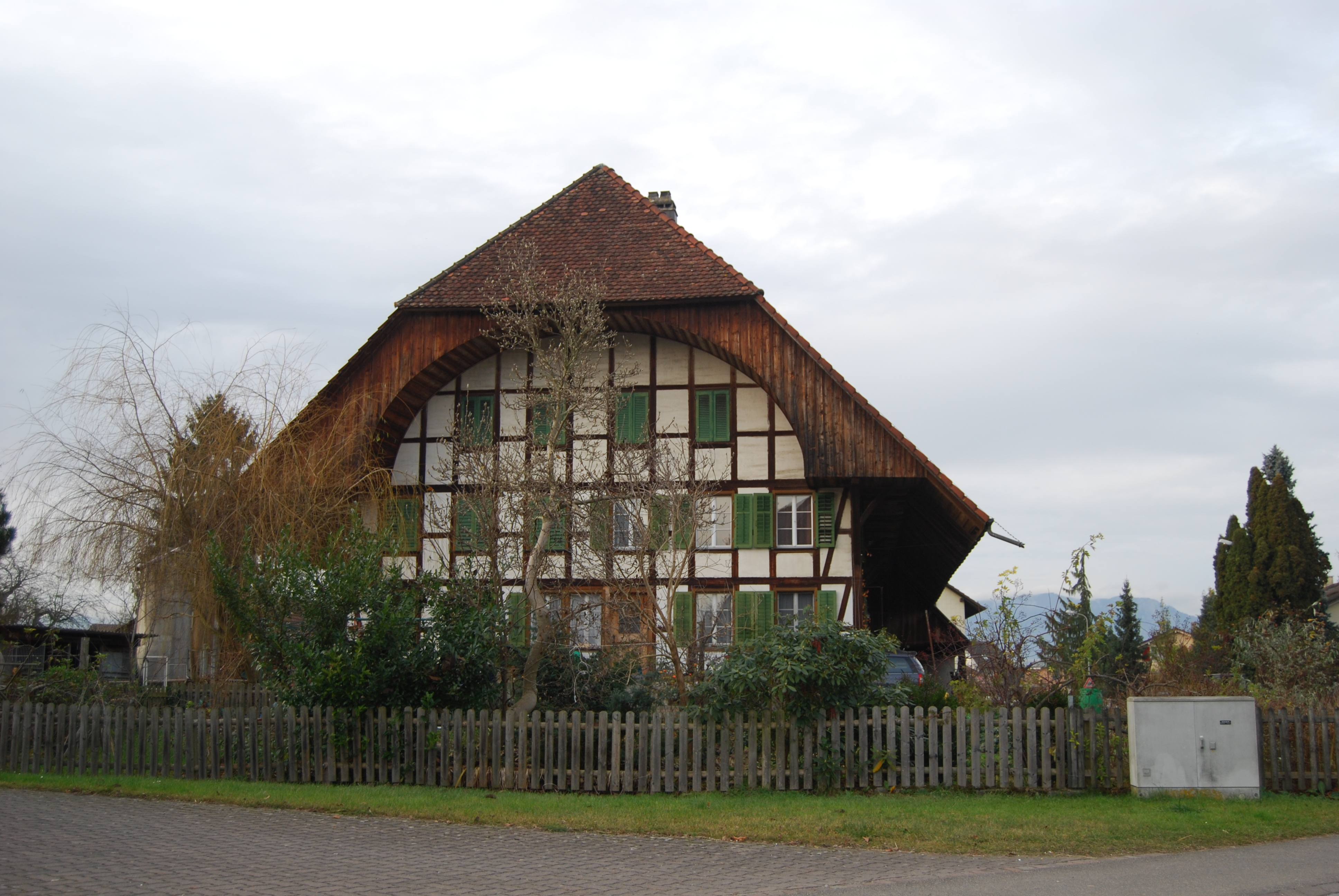
Antigua granja en Recherswil.